# Meiose
Meiose (Reduktionsdeling) er den celledelingstype, hvorved gameterne (kønsceller) dannes. Hver dattercelle, som dannes, har det halve antal kromosomer i forhold til modercellen, med en repræsentant for hvert kromosompar.
Meiose starter ligesom mitose med en interfase, hvor kromosomerne replikeres. Herefter sker der to celledelinger: meiose I og meiose II.
Som indledningen til meiosen opløses cellekernen. Kromosomerne kondenseres, så de danner strukturer, som med passende farvningsmetoder kan gøres mikroskopisk synlige. De homologe kromosomer knyttes tæt sammen (synapse). Da kromosomerne på dette tidspunkt allerede er replikerede, indeholder komplekset lige nu i en diploid celle fire kopier (kromatider) af kromosomerne. Kromosomerne danner krydsforbindelser (overkrydsninger), som, når kromatiderne adskilles, kan føre til, at søsterkromatider udveksler dele. Processen betegnes homolog rekombination. Resultatet er, at de kromatider, som ender i de enkelte kønsceller, er mosaikker af de kromosomer, som fandtes i forældrecellen.
Ved meiose I adskilles homologe kromosomer, og man får to haploide celler med replikerede kromosomer. Ved meiose II adskilles søsterkromatiderne, således at der nu er fire haploide celler med ureplikerede kromosomer.
Den samlede effekt af meiosen er, at en diploid modercelle giver ophav til haploide kønsceller. Kønscellernes kromosomer er mosaikker af forældrecellens kromosomer. Antallet af kønsceller, som resulterer af meiosen varierer. Når pattedyr danner sædceller, resulterer meiosen i fire sædceller. Når pattedyr producerer ægceller, dannes der kun en ægcelle fra en meiose. Det andet delingsprodukt i meiose I og meiose II er små, inaktive legemer, som betegnes første og andet pollegeme.